# Werner Fürbringer

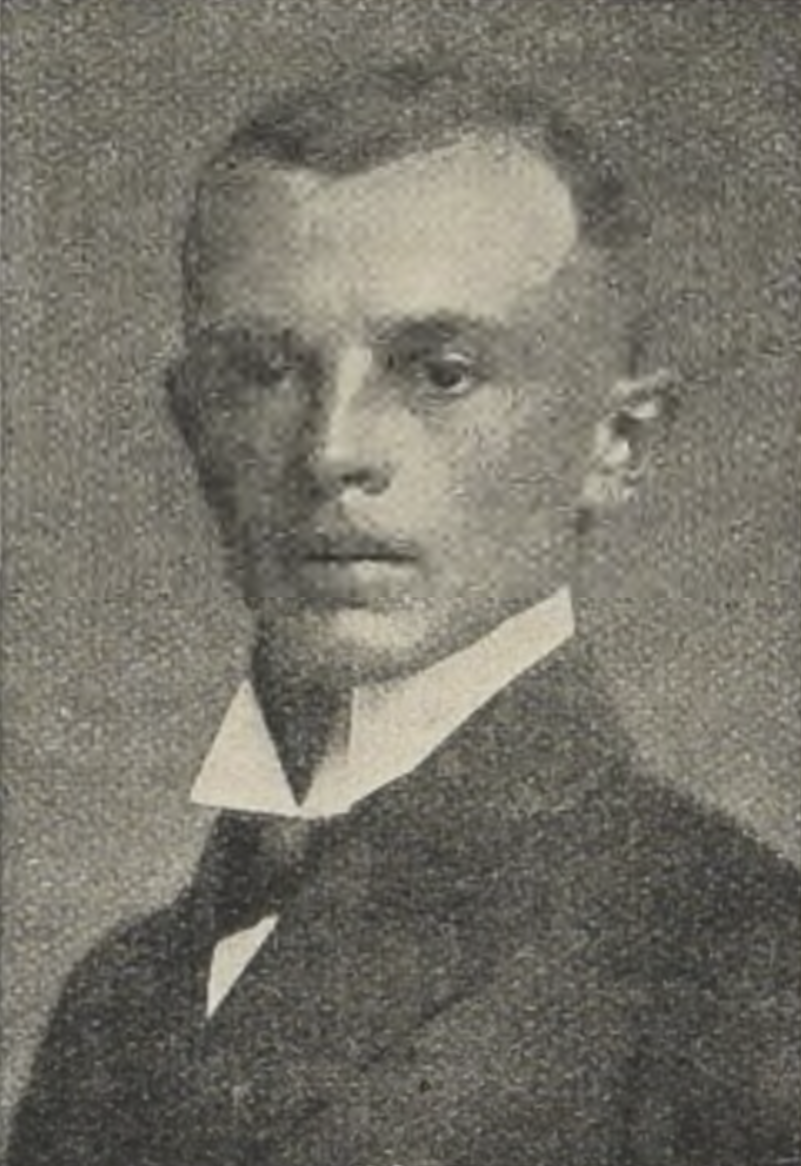
Werner Fürbringer (ca. 1917)

Werner Fürbringer (* 2. Oktober 1888 in Braunschweig; † 8. Februar 1982 ebenda) war ein deutscher Marineoffizier. Im Ersten Weltkrieg erreichte er den Dienstgrad eines Kapitänleutnants, im Zweiten Weltkrieg wurde er zum Konteradmiral befördert.

## Leben

### Kaiserliche Marine und Erster Weltkrieg
Werner Fürbringer war das zweitälteste Kind des aus Gera stammenden Wundarztes und Geburtshelfers Bruno Fürbringer und dessen aus dem niederschlesischen Schweidnitz stammenden Ehefrau Elisabeth, geb. Ehrlich. Er hatte vier Geschwister: Gerhard (1884–1972), Ernst (* 1885), Adele (* 1891) und Ernst Fritz (1900–1988).
Am 3. April 1907 trat er als Seekadett der Kaiserlichen Marine bei. Die Ausbildung erfolgte auf dem Schulschiff Charlotte. Am 21. April 1908 wurde er zum Fähnrich zur See befördert. Bis zum Ausbruch des Ersten Weltkriegs leistete er ein Jahr Dienst auf dem Großen Kreuzer Roon, zwei Jahre auf dem Großen Kreuzer Scharnhorst in Ostasien und anschließend zwei Jahre an Land bei der Bewachung der deutschen Niederlassung Hànkǒu in China (das heutige Wuhan). Zurück in Deutschland wurde er auf seinen Wunsch hin für den Dienst auf U-Booten ausgebildet. Zuerst leistete er Dienst auf U 1, dann bis 1915 auf U 20. Während dieser Jahre wurde er am 28. September 1910 zum Leutnant zur See und am 27. September 1913 zum Oberleutnant zur See befördert.
Auf den ersten beiden Feindfahrten im Ersten Weltkrieg war Fürbringer Wachoffizier auf U 20 unter Walther Schwieger.
Danach kommandierte er die folgenden U-Boote:
- UB 2 vom 20. Februar 1915 bis zum 7. März 1916
- UB 17 vom 10. März 1916 bis zum 16. März 1916
- UB 39 vom 29. April 1916 bis zum 7. November 1916
- UB 70 vom 22. November 1916 bis zum 22. Juni 1917
- erneut UB 17 vom 22. Juni 1917 bis zum 3. August 1917
- UB 58 vom 10. August 1917 bis zum 7. Februar 1918
- UB 110 vom 23. März 1918 bis zum 19. Juli 1918

Während dieser Zeit versenkten die von Fürbringer kommandierten U-Boote 101 Schiffe mit 97.881 BRT und beschädigten fünf weitere. Am 16. November 1917 erfolgte die Beförderung zum Kapitänleutnant. Für sein Wirken wurde er mit beiden Klassen des Eisernen Kreuzes und am 27. August 1916 mit dem Ritterkreuz des Königlichen Hausordens von Hohenzollern mit Schwertern ausgezeichnet.
Am 18. Juli 1918 wurde UB 110 an der englischen Ostküste von dem britischen Zerstörer Garry gerammt und versenkt. Fürbringer geriet mit den Überlebenden seiner Besatzung in Kriegsgefangenschaft. In seinen nach dem Krieg veröffentlichten Memoiren beschuldigte Fürbringer die Besatzung der Garry, die unbewaffneten Schiffbrüchigen seines U-Bootes mit Pistolen und Maschinengewehren beschossen, mit Kohlen beworfen und Hilfsmaßnahmen erst verspätet eingeleitet zu haben. Tatsächlich kamen mindestens 13 Mitglieder von Fürbringers Besatzung bei der Versenkung des U-Bootes ums Leben.

### Zwischenkriegszeit und Zweiter Weltkrieg
Nach dem Krieg wurde Fürbringer zunächst zur Verfügung der neu gegründeten Reichsmarine gestellt, schied aber am 6. März 1920 aus dem Dienst aus und arbeitete bis 1927 in der Privatwirtschaft in Hamburg. Danach war er am Bau türkischer U-Boote in Den Haag beteiligt und Anfang 1933 U-Boot-Instrukteur in der Türkei. Am 1. Oktober 1933 wurde er als Korvettenkapitän reaktiviert und absolvierte geheime Probefahrten in Finnland. Im Anschluss war er Übungsleiter der U-Bootschule Neustadt in Holstein und 1937 als Kapitän zur See der Kommandant der Schule, danach im Oberkommando der Marine Abteilungschef für Ausfuhr, Kriegsgerät und Erfindungen. Am 1. Dezember 1942 wurde Fürbringer zum Konteradmiral befördert und Inspekteur der Wehr-Wirtschafts-Inspektion Ostland. Am 30. Juni 1943 verließ Fürbringer die Kriegsmarine. Die letzten zwei Kriegsjahre war er Inspekteur Werkluftschutz der Reichsgruppe Industrie.

### Familie
Werner Fürbringer war verheiratet. Seine Brüder Gerhardt und Ernst Fritz waren ebenfalls bei der Marine. Gerhardt war ebenfalls U-Boot Kommandant. Er geriet am 23. Juni 1915 als Kommandant von U 40 in britische Kriegsgefangenschaft.

## Veröffentlichungen
- Alarm! Tauchen!! U-Boot in Kampf und Sturm. Ullstein, Berlin 1933 (Erlebnisbericht). ISBN 978-0023535338.